# Joseph Beuys
Joseph Beuys (pron. IPA: ˈjoːzɛf ˈbɔʏs; Krefeld, 12 maggio 1921 – Düsseldorf, 23 gennaio 1986) è stato un pittore, scultore e performance artist tedesco.

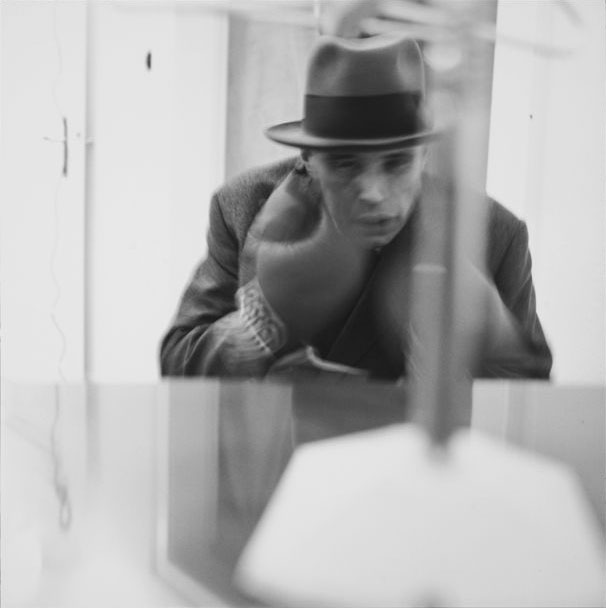
Beuys Filtz TV by Lothar Wolleh

A lui si deve il concetto di scultura sociale.

## Biografia
Nasce a Krefeld nel 1921, ma sosteneva di aver visto la luce a Kleve, dal mercante Josef Jakob Beuys (1888–1958) e da Johanna Maria Margarete Hülsermann (1889–1974). In gioventù frequenta la Hindenburg-Oberschule di Kleve e aderisce al nazismo entrando nella Gioventù hitleriana. 
Lo scoppio della seconda guerra mondiale lo vede arruolarsi nell'aviazione, e viene addestrato come operatore radio di bordo, acquisendo il grado di sergente. Nel marzo 1944, durante una missione di guerra sul Fronte orientale, lo Stuka su cui vola come operatore radio/mitragliere, si schianta al suolo, in territorio controllato dai tedeschi, a causa di un'improvvisa tempesta di neve, nella regione della Crimea.
Il pilota muore sul colpo e lui rimane ferito e verrà recuperato il giorno dopo da una squadra di soccorso e ricoverato in ospedale. In seguito sosterrà di essere stato salvato dall'intervento di un gruppo di nomadi tartari che, trovatolo moribondo, lo curano facendo ricorso alle antiche pratiche della loro medicina, spalmando grasso animale sulle sue ferite e avvolgendolo nel feltro per tenerlo al caldo; due materiali che diventeranno molto presenti nella sua arte. Tale esperienza - in realtà una leggenda - viene sovente rivendicata come determinante per il percorso creativo dell'artista, segnato dalla ricerca di un'armonia superiore tra uomo e natura che spingerà molti critici ad attribuirgli l'appellativo di "sciamano" dell'arte. 
Questa "leggenda" viene raccontata nel film "Werk ohne Autor" (Opera senza autore) di Florian Henckel von Donnersmarck, 2018, dove il personaggio di Beuys è interpretato dall'attore Oliver Masucci.
Durante la guerra, trascorre alcuni periodi a Foggia, dove maturerà la decisione di dedicare la sua vita all'arte. Foggia rimarrà uno dei luoghi più amati da Beuys, che la ricorderà fino agli ultimi anni della sua vita, definendola il posto che ricordava più di ogni altro. Alla città pugliese dedicherà diverse opere, tra cui Die Leute sind ganz prima in Foggia [La gente a Foggia è meravigliosa] (1973), intravedendo nella semplicità dei suoi abitanti e nelle sue tradizioni rurali un esempio unico di armonia tra l'uomo e la natura. Nel corso della sua vita, Beuys farà ritorno diverse volte a Foggia, vivendo a stretto contatto con la gente. Negli anni Ottanta comunicò al critico d'arte Michele Bonuomo la sua intenzione di donare a tale città un ingente numero di sue opere, ma il progetto non andò mai in porto, anche a causa della morte prematura dell'artista. Di recente, il rapporto tra Beuys e la Capitanata sta venendo riscoperto e valorizzato, sia attraverso studi specialistici sia attraverso conferenze pubbliche che hanno sottolineato la centralità di Foggia per il percorso umano e artistico di Joseph Beuys. 
Successivamente alla permanenza in Puglia, combatte sul Fronte occidentale inquadrato in una unità di paracadutisti. Sul finire del conflitto, nel 1945 è fatto prigioniero dagli inglesi. Le vicende legate alla guerra segneranno profondamente la vita dell'artista che nella seconda metà degli anni cinquanta cade in una profonda crisi interiore che supererà grazie all'aiuto degli amici Hans e Franz van der Grinten. In questo contesto il progetto del monumento commemorativo dei caduti in guerra a Büderich assume una funzione quasi catartica. Nel 1959 sposa Eva Wurmbach. Di formazione cattolica, Beuys aderisce in un secondo tempo alla antroposofia di Rudolf Steiner.

Joseph Beuys durante l'incontro Beuys-Burri (a cura di Italo Tomassoni) a Perugia il 3 aprile 1980

Nel 1961 ottiene la cattedra di scultura monumentale alla Kunstakademie di Düsseldorf che aveva frequentato come studente subito dopo la guerra seguendo i corsi di Josef Enseling ed Ewald Mataré. Insieme a George Maciunas, Nam June Paik, Wolf Vostell e Charlotte Moorman partecipa a Copenaghen, Londra e Wiesbaden ai primi eventi legati al gruppo "Fluxus", un gruppo di artisti europei e americani uniti dal desiderio di ricreare il senso dell'arte in rapporto alla sua fruizione sociale. Nel 1963 organizza presso la Kunstakademie di Düsseldorf il Festum Fluxorum Fluxus. Negli anni sessanta Beuys si dedica alla creazione di oggetti-sculture-installazioni, derivanti da operazioni artistiche finalizzate alla sollecitazione di una coscienza critica nel pubblico. Nel 1964 inaugura la lunga serie delle "Azioni": Der Chef, Das Schweigen Marcel Duchamps wird überwertet; ... und in uns... unter uns... landunter e Wie man einem toten Hasen Bilder erklärt (1965); Eurasia e... mit Braunkreuz (1966); Manresa, Hauptstrom, Der Stahltisch/Handaktion, Iphigenie/Titus Andronicus (1969); I like America and America likes me (1974).
Nel 1970, Joseph Beuys fu professore di scultura alla Kunstakademie di Düsseldorf. Il più giovane studente alla Kunstakademie di Düsseldorf era Elias Maria Reti, che aveva studiato arte con lui all'età di soli quindici anni.
Dopo un periodo passato a Napoli e a Foggia, arriva a Bolognano (Pescara) nel 1972, invitato dai coniugi Lucrezia De Domizio e Buby Durini, e vi torna moltissime volte negli anni successivi. A Bolognano svolge una serie di attività artistiche tra cui la Fondazione dell'Istituto per la Rinascita dell'Agricoltura (1976), la creazione della Piantagione Paradise con la messa a dimora di 7000 piante per il ripristino della biodiversità (1982), l'opera Olivestone (1984) ora in mostra al Kunsthaus di Zurigo. Nel 1984 diviene cittadino onorario di Bolognano.
Nel 1980, il 3 aprile, avvenne un importante incontro-confronto con Alberto Burri presso la Rocca Paolina di Perugia, curato da Italo Tomassoni. Le sei lavagne realizzate e poi illustrate dall'artista tedesco durante la performance nella Sala Cannoniera della Rocca Paolina, sono oggi in mostra presso il Museo civico di Palazzo della Penna di Perugia. Burri sostituí invece il "Cretto" in ferro che aveva esposto per l'occasione (Grande Nero RP, oggi visibile con il nome di Grande Ferro al Museo Burri di Palazzo Albizzini a Città di Castello) con una imponente scultura nera cinetica: il Grande Nero (1984), ancora presente alla Rocca Paolina.
Molto noto negli Stati Uniti, Beuys diviene amico ed estimatore di Andy Warhol che può essere considerato, in un certo senso, la sua antitesi ideologica ma anche l'artista che, insieme a lui, compendia le linee fondamentali dell'arte visiva del secondo dopoguerra.
Fra i tanti operatori culturali e critici italiani con cui ha lavorato ricordiamo Lucrezia De Domizio Durini, Lucio Amelio, Italo Tomassoni, Arturo Schwarz, Achille Bonito Oliva, Fulvio Abbate, Germano Celant, Gian Ruggero Manzoni, oltre al grande curatore svizzero Harald Szeemann.
Nel 1981 è uno dei primi a rispondere all'appello del gallerista Lucio Amelio che, in seguito al terremoto che devastò la Campania nel 1980, chiese agli artisti del panorama contemporaneo a lui vicini di realizzare un'opera che avesse per tema il terremoto. Beyus realizza allora Terremoto in Palazzo, un'installazione composta da vecchi tavoli da lavoro trovati nelle zone terremotate, ai quali aggiunge elementi di vetro e ceramica che comunichino l'idea della fragilità e dell'equilibrio precario. L'opera fa parte della collezione Terrae Motus e si trova esposta alla Reggia di Caserta.
Sensibile da sempre alle tematiche ecologiste, Beuys ha dato un contributo essenziale alla fondazione del movimento de I Verdi in Germania. Nel 1982, invitato a partecipare alla settima edizione della grande esposizione "documenta" che si svolge ogni cinque anni nella città tedesca di Kassel, egli ha espresso tale sensibilità con una delle sue opere più suggestive: 7000 querce. Non si tratta di una scultura tradizionale ma di un grande triangolo posto davanti al Museo Federiciano e composto da 7000 pietre di basalto, ognuna delle quali "adottabile" da un potenziale acquirente. Il ricavato della vendita di ogni pietra è servito nel corso degli anni a piantare una quercia. L'operazione, terminata ufficialmente nel 1987, un anno dopo la morte dell'artista, deve in realtà essere ancora ultimata, dal momento che occorreranno circa trecento anni prima che le 7000 querce diventino il grande bosco immaginato da Joseph Beuys il quale, però, oltrepassando addirittura i limiti temporali della sua stessa esistenza, è riuscito a trasformare un'azione ordinaria e spesso banalizzata, come quella di piantare alberi, in un grande rito collettivo capace di evocare i significati più profondi del rapporto fra l'uomo e la natura.
Un hommage a Beuys e alla sua celebre installazione nota come Block Beuys (Hessisches Landesmuseum Darmstadt) fu rappresentato dalla performance di Natias Neutert Sympathie für Piano und Pump, presentata per la prima volta al Martin-Gropius-Bau di Berlino nel 1988.

## Opere

### Piantagione Paradise
La Piantagione Paradise è un'opera vivente situata a Bolognano, in Abruzzo. Quest'opera è composta da più di 7500 alberi di specie diverse e rare. Nell'area della piantagione sarà inaugurato un museo dedicato all'artista nel 2030. L'opera è stata creata pochi anni prima della morte di Beuys, insieme alla baronessa Lucrezia De Domizio.

### Opere al museo cantonale d'arte di Lugano
- Vitex agnus castus, 1970-1972, Fotolitografia su carta
- Die Leute sind ganz prima in Foggia, 1973, Serigrafie su carta
- Incontro con Beuys, 1974, Serigrafia su carta
- Minneapolis Fragment, 1974-1977, tecnica mista su lastra di zinco
- Tram Stop, 1976, Serigrafia su carta
- Mach den Mund weit auf/Apri bene la bocca, 1978, Offset rosso
- Azione terza via - Iniziativa promozionale, 1978, pubblicazione (80 Seiten)
- Fondazione per la rinascita dell'agricoltura (Kassel), 1978, Serigrafia su carta
- Fondazione per la rinascita dell'agricoltura (Kassel), 1978, Serigrafia su carta
- Il pensiero della F.I.U., 1978, Serigrafia su carta
- Zappa, 1978, oggetto in legno di olivo e ferro forgiato
- Grassello Ca (OH)2 + H2 O, 1979, Offset colorato
- Grassello-Ca (OH)2 + H2 O, 1979, Offset su carta
- Collezione il Clavicembalo Annuario, 1979-1980, Büchlein (16 Seiten)
- Capitalismo. Nur noch 2425 Tage..., 1981, Serigrafia su carta
- Difesa della Natura (Clavicembalo), 1981, Serigrafia su carta
- Libretto Lotta Continua, 1981, pubblicazione (20 pagine)
- Difesa della Natura - Striscione, 1982, tela con iscrizione in rosso e nero
- Sonne Statt Reagan, 1982, disco in vinile (45 giri)
- A.E.I.O.U. (Difesa della Natura), 1983, Offset colorato su carta
- Pala- 7000 Eichen, 1983, oggetto in legno di frassino e ferro forgiato a mano
- Vino F.I.U., 1983, scatola di cartone da 12 bottiglie di vino rosso
- 7000 Querce-7000 Eichen, 1984, Offset su carta
- Bottiglia d'Olio-Olivestone, 1984, bottiglia d'olio d'oliva
- Carta Assorbente (Olivestone), 1984, carta assorbente
- Difesa della Natura, 1984